# Izumi Shikibu
Izumi Shikibu (jap. 和泉式部; * um 970 in Kyoto; † 11. Jh. in Japan) war eine japanische Dichterin der Heian-Zeit. Sie gehört zu den 36 unsterblichen Dichtern des Mittelalters (中古三十六歌仙, chūko sanjurokkasen). Die Zeitgenossin von Murasaki Shikibu und Akazome Emon am Hofe von Jōtō Mon’in war vielleicht die größte Dichterin ihrer Zeit.

## Leben
Izumi Shikibu war die Tochter von Oe no Masamune, dem Gouverneur der Provinz Echizen. Ihre Mutter war die Tochter von Taira no Yasuhira, dem Gouverneur von Etchū. Im Alter von 20 Jahren wurde Izumi Shikibu mit Tachibana no Michisada verheiratet, der kurz darauf Gouverneur von Izumi wurde.
Wie es für Frauen in der Heian-Zeit üblich war, ist ihr Name zusammengesetzt aus Izumi, dem Gouvernement (任国, ningoku) ihres Mannes und Zeremonienmeister (式部, shikibu), der Amtsbezeichnung ihres Vaters. Ihre Tochter Koshikibu no Naishi war ebenfalls eine begabte Dichterin. Izumi Shikibu begleitete Michisada eine Zeit lang in die Provinzen, fand das Leben dort aber unangenehm und kehrte in die Hauptstadt zurück.
Bei Hofe hatte sie eine Reihe von Affären. Es wird angenommen, dass sie vor der Heirat mit Michisada die Gefährtin (einige Berichte sagen Ehefrau) eines Mannes namens Omotomaru am Hofe der Königinwitwe Shoko war. Während der Ehe mit Michisada verliebte sie sich leidenschaftlich in Prinz Tametaka (977–1002), den drittgeborenen Sohn von Kaiser Reizei und hatte eine öffentliche Affäre mit ihm. Damit entfachten sie einen Skandal, in dessen Folge sich ihr Ehemann von Izumi Shikibu scheiden ließ und ihr Vater sie enterbte. Es soll ein Besuch Tametakas bei Shikibu während einer Pestepidemie gewesen sein, der schließlich zu seinem Tod führte, so der vorherrschende Mythos.
Nach Tametakas Tod machte ihr Prinz Atsumichi (981–1007), ein Halbbruder Tametakas, den Hof. Das erste Jahr dieser Affäre beschreibt sie in dem halbautobiographischen Roman Izumi Shikibu Nikki (和泉式部日記, dt. „Tagebuch der Izumi Shikibu“). Wie viele Tagebücher dieser Zeit ist es in der dritten Person verfasst, und Teile davon sind sicherlich Fiktion. Man geht davon aus, dass Shikibus Motiv dieses Tagebuch zu verfassen zumindest teilweise darin bestand, den anderen Höflingen diese Affäre zu erklären. Wie zuvor schon mit Tametaka war auch diese Affäre bald kein Geheimnis mehr und Atsumichis Ehefrau verließ zornentbrannt sein Haus. Shikibu zog daraufhin in Atsumichis Residenz, und die beiden unterhielten ein öffentliches Verhältnis bis Atsumichi 1007 im Alter von 27 Jahren verstarb.
Im folgenden Jahr ging Izumi Shikibu an den Hof von Fujiwara no Shōshi, der Tochter von Fujiwara no Michinaga und Gemahlin von Tennō Ichijō. Tatsächlich fällt die Entstehung des Tagebuchs der Izumi Shikibu sowie ihrer bedeutendsten Werke, die in der Izumi Shikibu Shū (和泉式部集, dt. „Izumi-Shikibu-Sammlung“) und den Kaiserlichen Anthologien enthalten sind, in diese Zeit. Ihr von Liebe und Leidenschaft geprägtes Leben brachte ihr von Michinaga den Spitznamen Lebedame (浮かれ女, ukareme) ein. Tatsächlich ist ihre Dichtung gekennzeichnet durch überfließende Leidenschaft und eine überwältigende emotionale Wirkung. Ihr Stil bildet das genaue Gegenteil zum Stil von Akazome Emon, obwohl beide am selben Hof dienten und enge Freunde waren. Bei Hofe pflegte sie eine wachsende Rivalität mit Murasaki Shikibu, deren Dichtung einen ähnlichen Stil aufweist, auch wenn diese Rivalität im Vergleich zu Murasaki Shikibus geistigem Wettstreit mit Sei Shōnagon verblasst. Izumi Shikibus gefühlvolle Dichtung brachte ihr das Lob vieler Höflinge ein, darunter Fujiwara no Kintō.
Bei Hofe heiratete sie Fujiwara no Yasumasa, einen für seinen Mut berühmten Militärkommandanten unter Michinaga, und verließ den Hof, um ihn zu seinem Kommando in der Provinz Tango zu begleiten. Angeblich lebte sie lange, länger noch als ihre Tochter Koshikibu no Naishi, ihr Todesjahr ist aber unbekannt. Die letzte Korrespondenz mit dem kaiserlichen Hof von ihr stammt aus dem Jahr 1033.
Das Werk Izumi Shikibus fand auch in der zeitgenössischen Kunst Beachtung, so gaben die Opéra National de Paris und das Grand Théâtre de Genève in Genf gemeinschaftlich die auf ihren Gedichten basierende Oper „Da Gelo a Gelo“ bei Salvatore Sciarrino in Auftrag. Gesungen auf Italienisch, basiert sie auf 65 Gedichten aus dem Tagebuch der Izumi Shikibu, die ihre leidenschaftliche Liebe zu Prinz Atsumichi thematisieren. Das Werk wurde Anfang 2008 von dem Grand Théâtre de Genève mit dem Genfer Kammerorchester aufgeführt.

## Beispiele ihrer Dichtung
Shikibus Liebesgedichte sind voll von überraschender Metaphorik:

「刈藻かき臥猪の床のゐを安みさこそねざらめ斯らずもがな」

„karu mo kaki fusu wi no toko no wi wo yasumi sa koso nezarame kakarazu mo gana“

„Das trockene Gras niedertrampelnd macht der wilde Eber sein Bett und schläft. Ich würde nicht so tief schlafen, selbst wenn ich diese Gefühle nicht hätte.“

「黒髪のみだれも知らず打臥せばまづかきやりし人ぞ戀しき」

„kurokami no midaremo shirazu uchifuseba madzu kakiyarishi hito zo kohishiki“

„Mein schwarzes Haar ist ungekämmt; unbekümmert legt er sich nieder und glättet es erst sanft, mein Geliebter!“

Eine große Zahl von Shikibus Gedichten sind Klagelieder (哀傷哥, aishō no uta). Hier einige Beispiele. An Tametaka gerichtet schreibt sie:

「亡人のくる夜ときけど君もなし我が住む宿や魂無きの里」

„naki hito no kuru yo to kikedo kimi mo nashi wa ga sumu yado ya tamanaki no sato“

„Sie sagen, heute Nacht kehren die Toten zurück, doch du bist nicht hier. Ist mein Anwesen wirklich ein Haus ohne Geist?“

Als sie den Namen ihrer Tochter Koshikibu no Naishi auf den kaiserlichen Gewändern sah, die sie nach deren Tod erhielt, schrieb sie:

「諸共に苔のしたには朽ちずして埋もれぬ名をみるぞ悲しき」

„morotomo ni koke no shita ni ha kuchizu shite udzumorenu na wo miru zo kanashiki“

„Unter dem Moos, unvergänglich, ihr Name hoch geachtet: dies zu sehen bringt große Traurigkeit.“

## Eponyme
2017 wurde der Asteroid (52261) Izumishikibu nach ihr benannt.